# Hand in der Weste

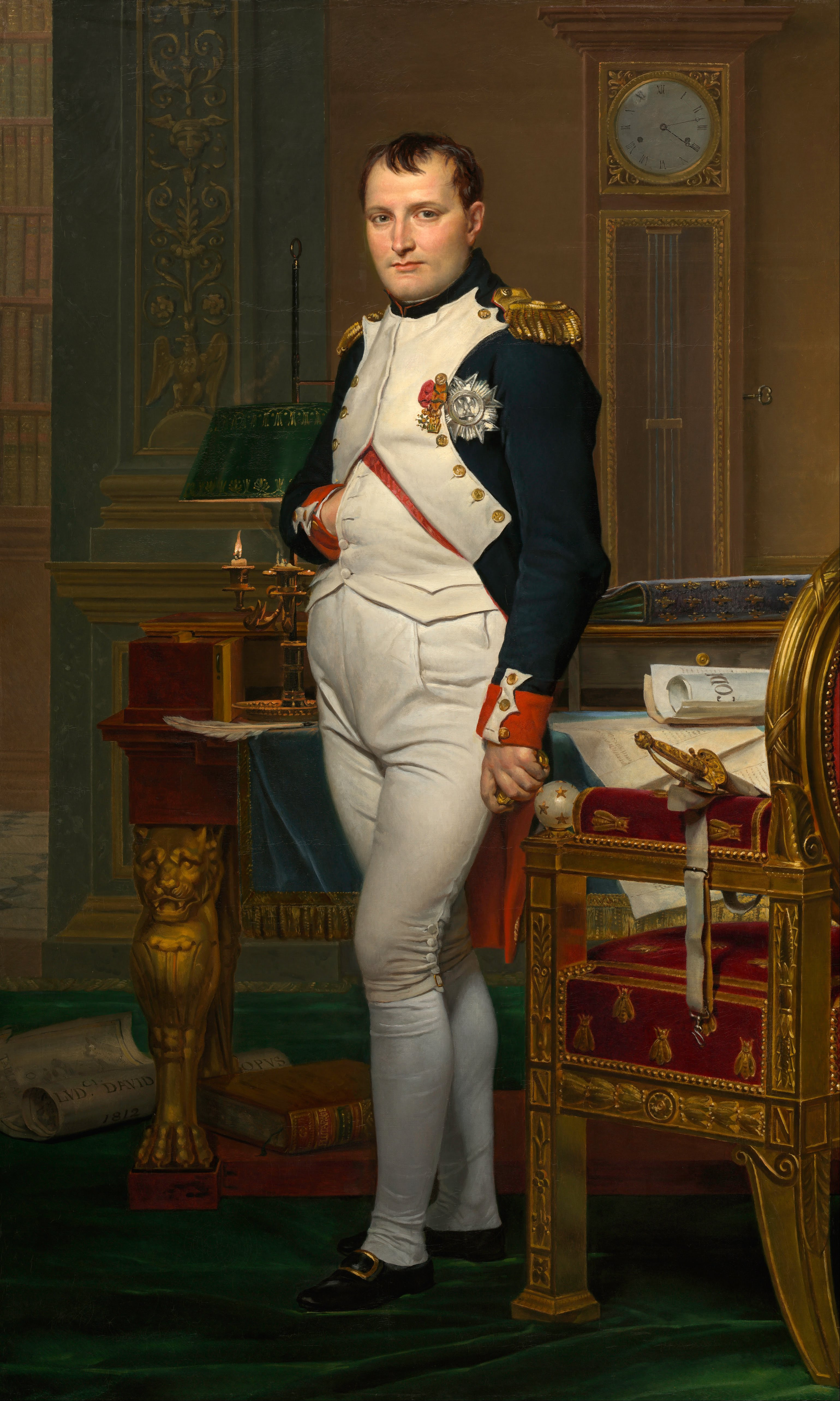
Davids Napoléon dans son cabinet de travail (1812)

Die Hand in der Weste ist eine populäre Geste, die sich auf vielen Gemälden von Staatsmännern und bedeutenden Persönlichkeiten des 18. und 19. Jahrhunderts findet. Sie wird heute vor allem mit Napoleon Bonaparte assoziiert, daher wird sie auch Napoleonpose oder Napoleongeste genannt. Die Geste erfuhr insbesondere durch Napoleon einen „Bedeutungswandel von der ethischen zur politischen Rhetorik“. Seit der Antike galt die Geste als Zeichen allgemeiner sittlicher Tugend. So hielt der berühmte Rhetoriker Aischines das Sprechen mit gestikulierenden Händen außerhalb der Toga für unhöflich. Durch Napoleon wurde die Geste zu einem politischen Symbol der Stilisierung eines Herrschers als kontrolliert und besonnen, in Abgrenzung zur Ikonographie früherer absolutistischer Herrscher mit leicht gespreizten Armen.

## Galerie

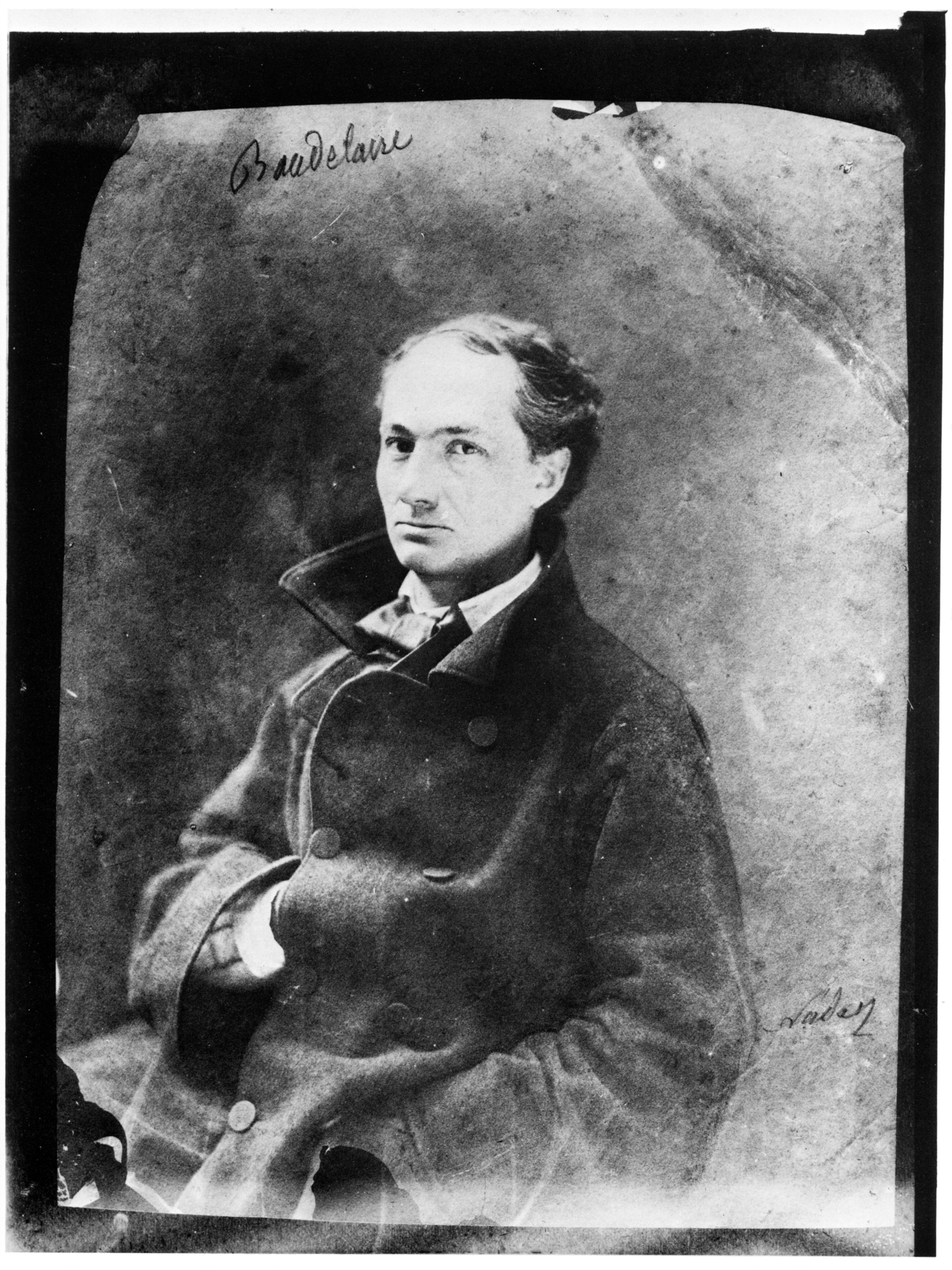
Charles Baudelaire
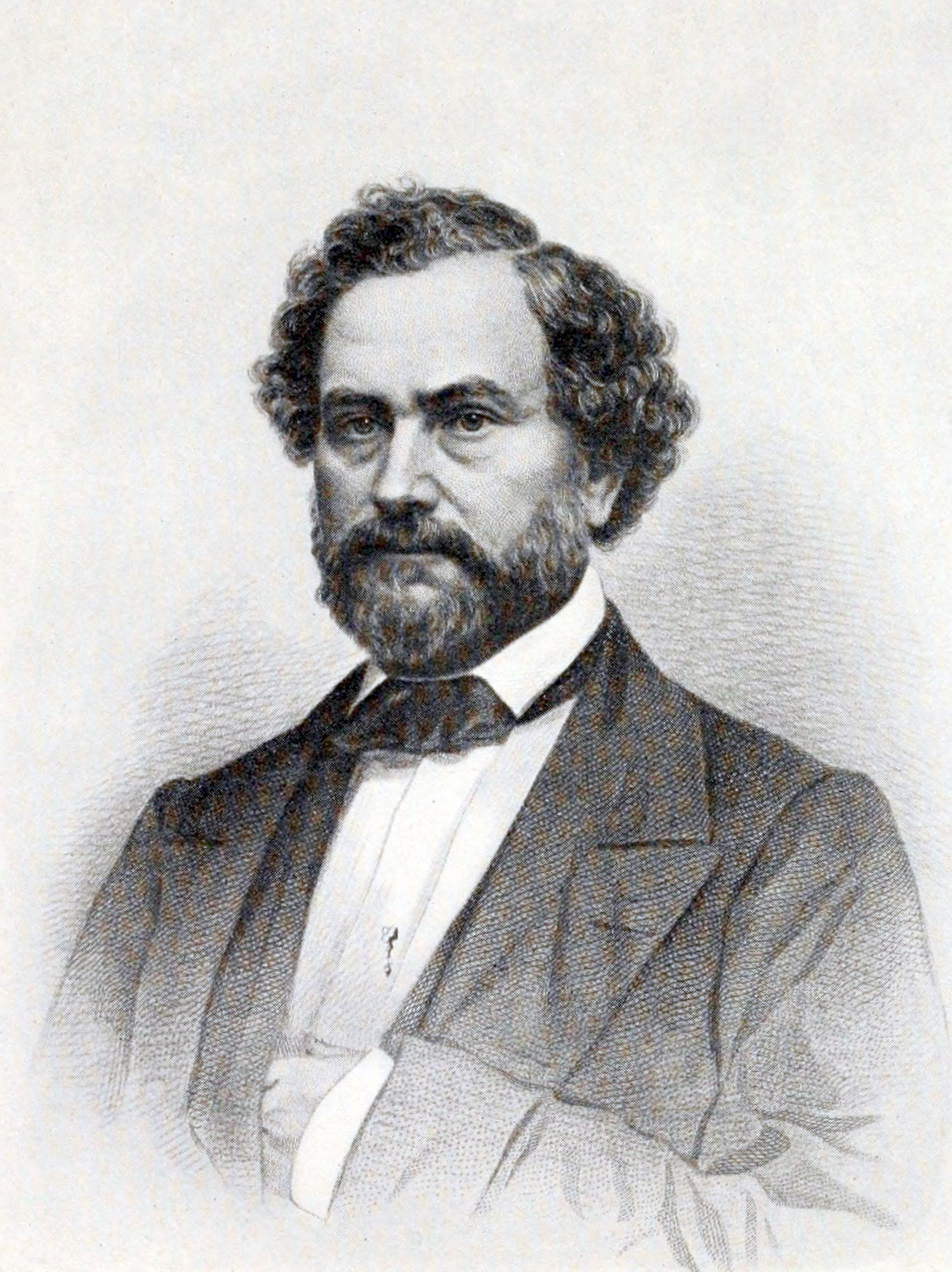
Samuel Colt
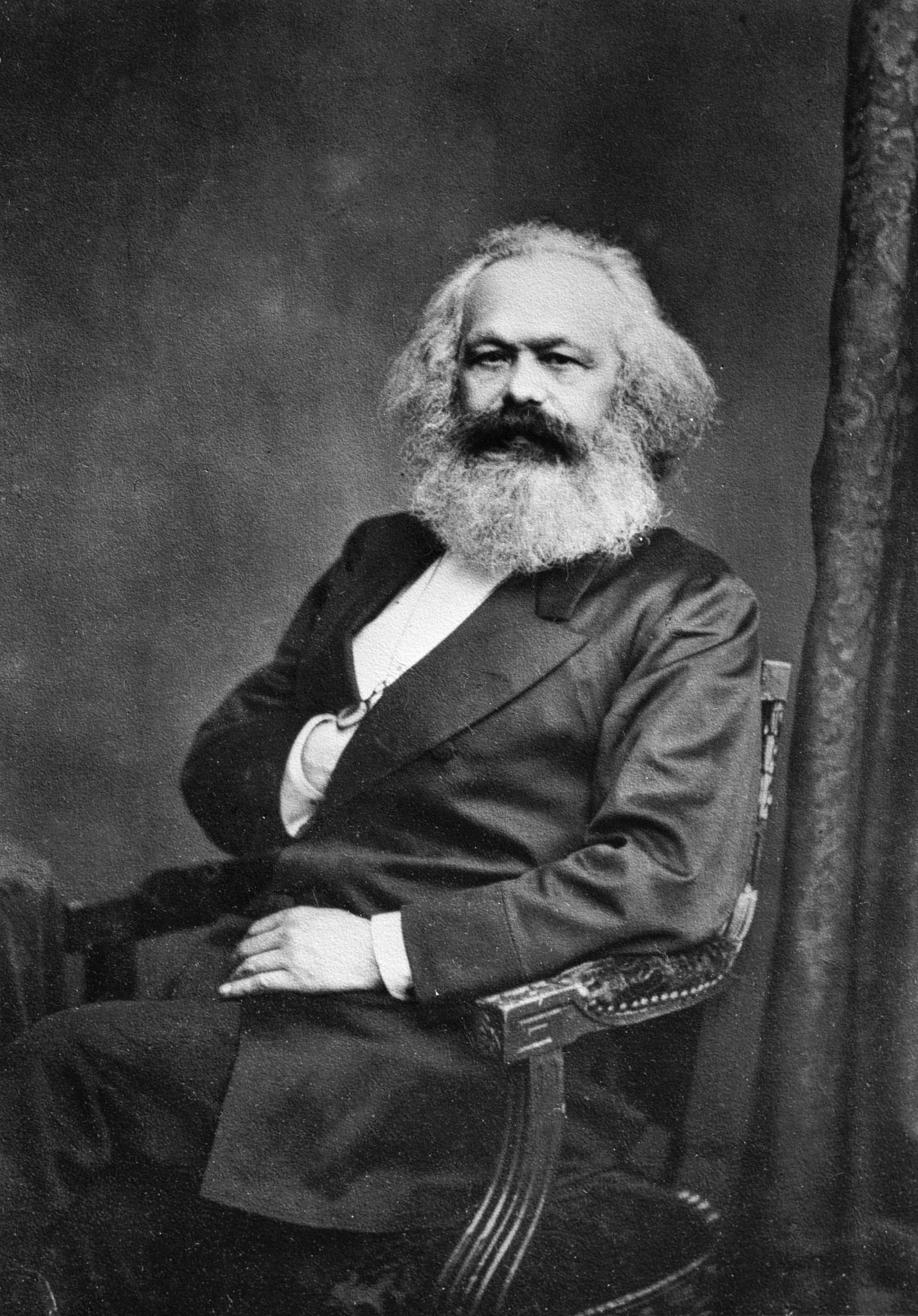
Karl Marx
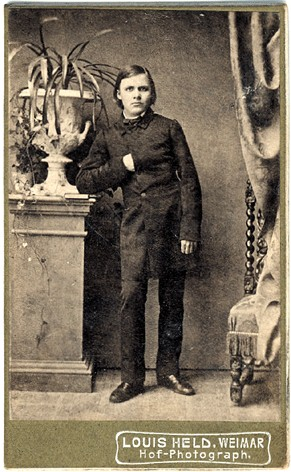
Der junge Friedrich Nietzsche
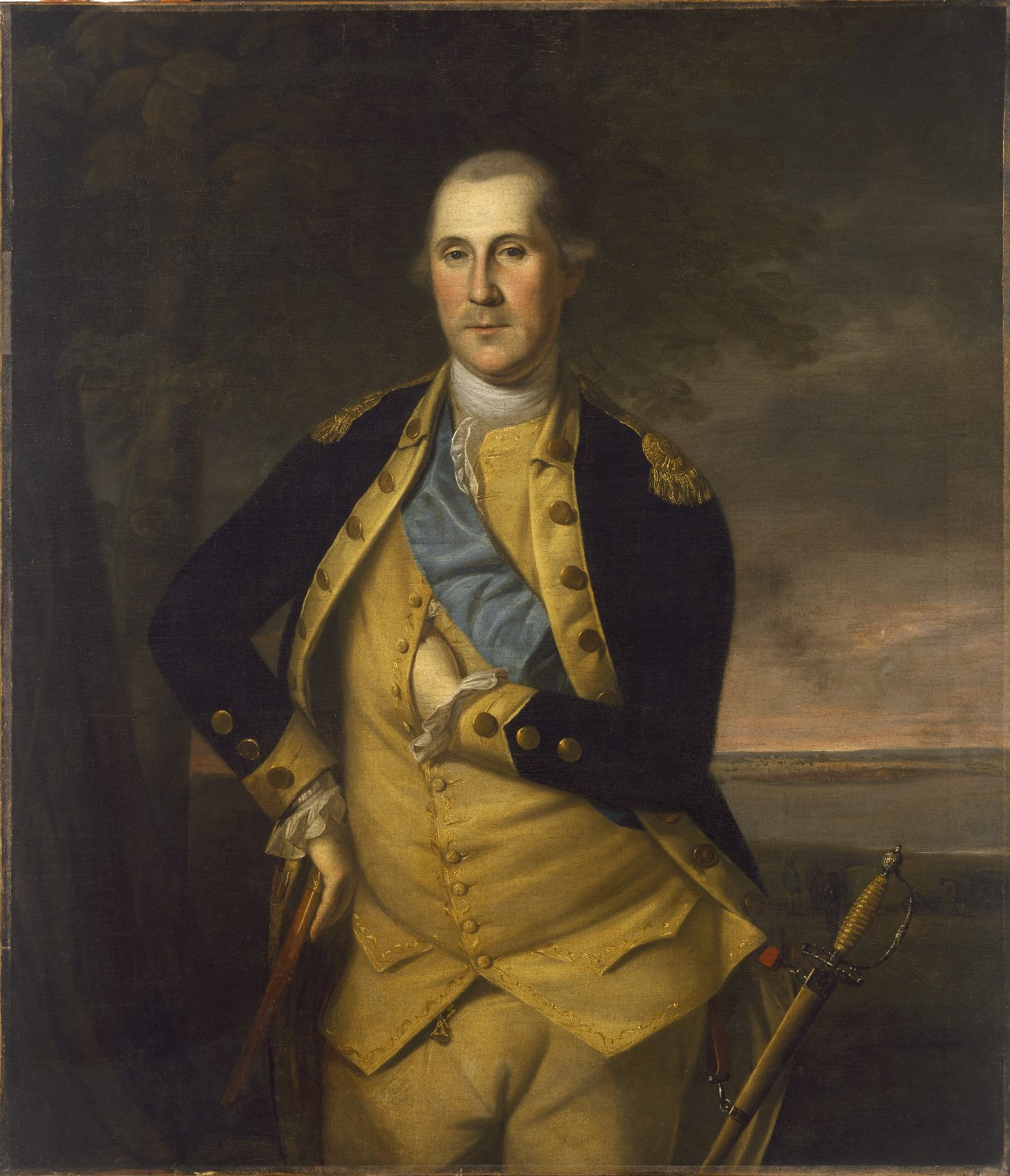
George Washington
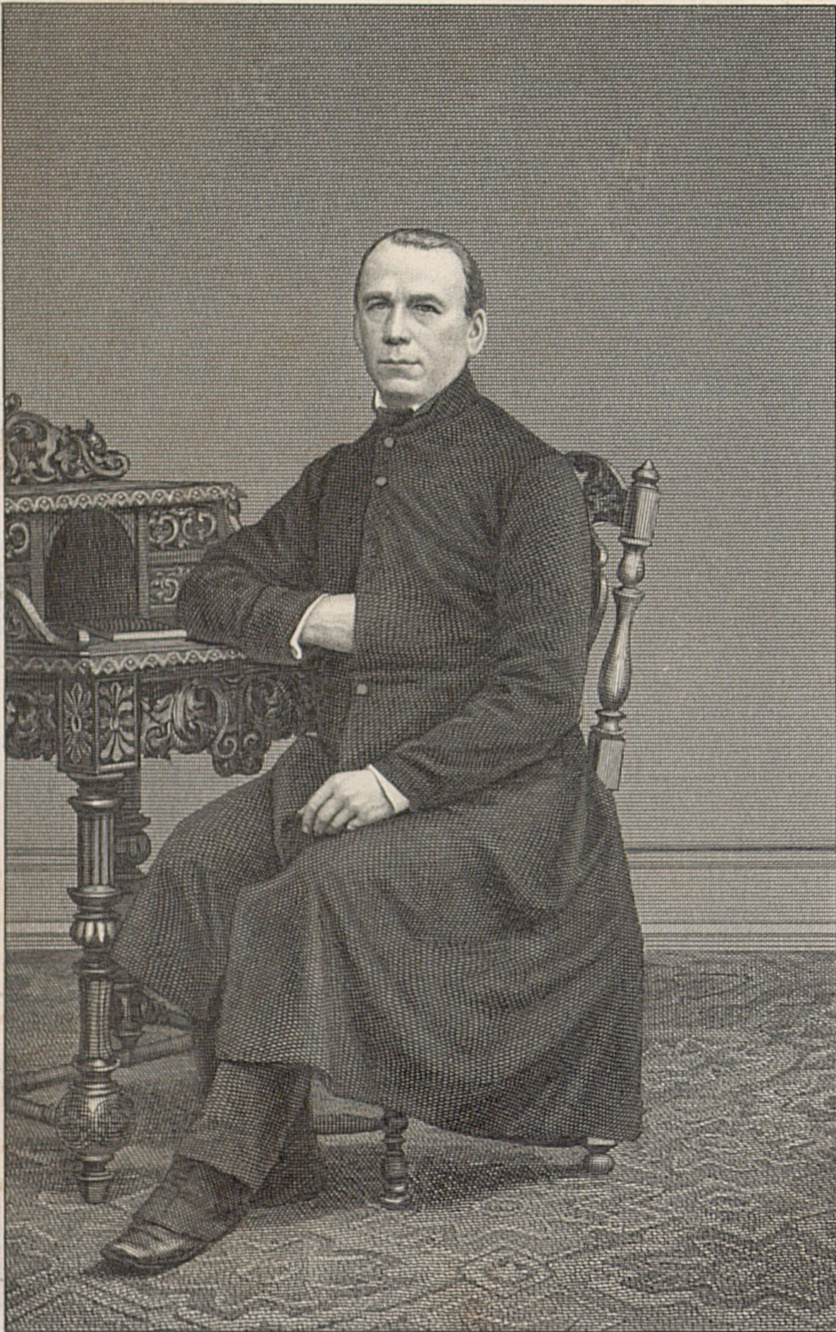
Adolph Kolping